# Тресков, Элизабет
Элизабет Тресков (нем. Elisabeth Treskow; 20 августа 1898, Бохум — 6 октября 1992, Брюль) — немецкая ювелир, золотых дел мастер и профессор искусств.

## Жизнь и творчество
В возрасте 16-ти лет поступила в профессиональную школу серебряных дела мастеров (Hagener Silberschmiede) в Хагене, открытую местным промышленником, коллекционером и меценатом Карлом Эрнстом Остхаузом. В ней девушка сперва занималась работами по изготовлению чаш и посуды из меди. Под руководством голландского мастера по серебру Франка Зволла (1872—1945) она также училась создавать украшения из драгоценных металлов. В 1915 году посещала класс по обработке металлов при Университете художеств Фольксванг в Эссене и изучала живопись в классе художника Яна Торн-Приккера. В 1916—1818 годах училась в Высшей школе прикладного искусства в Швебиш-Гмюнде и прошла обучение у золотых дел мастера, ювелира Карла Ротмюллера в Мюнхене. В 1918 году сдала экзамен и вернулась в родительский дом в Бохуме. Здесь она обустроила свою первую мастерскую.
В 1923 году Элизабет переехала в Эссен. Здесь в снимаемой ею мансарде она открыла художественное ателье. На следующий год девушка сдала в Дюссельдорфе экзамен на мастера-ювелира. В 1927 году Элизабет открыла для себя технологию зерни, в значительной степени позабытую к этому времени. С окончанием кризиса в 1932 году в значительной степени увеличилось число заказов на изготовление ювелирных украшений от частных люц. Начали также поступать заказы от церковных организаций. В 1938 году Элизабет Тресков было поручено создать нагрудную цепь для обер-бургомистра города Эссена — почётный знак занимаемой должности. С началом Второй мировой войны в 1939 году количество поступающих частных заказов на ювелирные изделия уменьшилось. Пользуясь этим, Тресков продолжила начатые ранее свои эксперименты с зернью. В 1943 году её мастерская в Эссене была уничтожена бомбардировкой, и Элизабет переехала к родителям, которые теперь жили в Детмольде. Открыв здесь новую мастерскую, она, в связи в тяжелыми военными временами, практически не занималась изготовлением ювелирных украшений, преимущественно выполняя реставрационные работы серебряных изделий княжеского дома Детмольд-Липпе.
В 1948 году Элизабет Тресков получила приглашение преподавать золотых и серебряных дел мастерство в Кёльнской школе-мастерской. В том же году ей было поручена реставрация одного из сокровищ кёльнской католической епархии — раки Трёх святых царей-волхвов. Так как рака во время военных действий была разобрана, под наблюдением и руководством Элизабет эта реликвия была вновь собрана, отреставрирована и восстановлена. Одной и наиболее известных работ Тресков в послевоенный период является награда Немецкого футбольного союза — так называемое «Блюдо Мастеров» (Deutsche Meisterschale), которое она изготовила вместе со своими студентами кёльнской школы в 1949 году. В 1953 году Элизабет работала над дизайном кухонной утвари для золингенской фирмы РОТТ, за которую была удостоена ряда наград. В 1954—1955 годы она работала над почётной нагрудной цепью для обер-бургомистра Кёльна. В 1956 году Элизабет стала профессором кёльнской Высшей художественной школы-мастерской, в которой преподавала. В 1961 году Э. Тресков перешла в католичество и затем занималась работами по реставрации различных исторических и культурных памятников для церкви. В 1964 году она прекратила свою педагогическую деятельность.
В 1977 году была награждена «медалью Ябаха» города Кёльна за вклад в развитие и дарения кёльнскому Музею прикладного искусства. Э. Тресков в течение нескольких лет передала музею значительную часть своей библиотеки, фотоархив, эскизы и состоящую из приблизительно 135 экземпляров коллекцию античных гемм. В 1990 году в этом кёльнском музее прошла ретроспективная выставка её творчества за шесть десятилетий.
Последние годы жизни (с 1971 года) провела в доме престарелых в городе Брюль, близ Кёльна.

## Награды (избранное)
- 1933, 1935, 1936 — первые премии на конкурсах Золотых дел мастеров Германии
- 1937 — Золотая медаль Всемирной выставки в Париже
- 1938 — награждение её как первой женщины Немецким обществом золотых дел мастеров почётным золотым кольцом.
- 1963 — Государственная премия Баварии.
- 1964 — Большой крест ордена «За заслуги перед ФРГ»
- 1967 — Государственная премия в области прикладного искусства земли Северный Рейн-Вестфалия
- 2006 — в Кёльне одна из площадей названа именем Элизабет Тресков.

## Дополнения
- Stadt Bochum- Женщины Бохума — биографические эскизы о Э. Тресков (на немецком языке).
- Тресков, Элизабет в Немецкой национальной библиотеке.